# 波薩德尼科夫斯科耶湖
57°07′37″N 29°16′23″E / 57.12694°N 29.27306°E
波薩德尼科夫斯科耶湖（俄语：Посадниковское），是俄羅斯的湖泊，位於該國西北部，由普斯科夫州負責管轄，處於新勒熱夫區，面積3.8平方公里，集水區面積9.8平方公里，平均水深3.8米，最大水深5.5米。